# 合江单极虫
合江单极虫（学名：Thelohanellus hokiangensis）为单极科单极虫属的动物。在中国，分布于四川等，营寄生生活，寄生在鲤的输尿管和肠。